# Брест-2 (кантон)
Брест-2 (фр. Brest-2) — кантон во Франции, находится в регионе Бретань, департамент Финистер. Входит в состав округа Брест.

## История
Кантон образован в результате реформы 2015 года. В его состав вошли южные кварталы города Брест.

## Политика
С 2021 года кантон в Совете департамента Финистер представляют Бартелеми Гонелла (Barthélémy Gonella) (Разные левые) и Полин Луи-Жозеф-Доге (Pauline Louis-Joseph-Dogué) (Европа Экология Зелёные).
|                | Кандидаты                              | Партия                   | Первый тур | Первый тур     | Второй тур | Второй тур |
| Кол-во голосов | Кандидаты                              | Партия                   | % голосов  | Кол-во голосов | % голосов  |            |
| -------------- | -------------------------------------- | ------------------------ | ---------- | -------------- | ---------- | ---------- |
|                | Бартелеми Гонелла Полин Луи-Жозеф-Доге | Разные левые — Зелёные   | 1 358      | 21,13          | 2 751      | 52,21      |
|                | Мари Гей Реза Салами                   | Левый блок               | 1 886      | 29,35          | 2 518      | 47,79      |
|                | Гаэль Моно Рено Ле Флош                | Правоцентристский блок   | 1 332      | 20,73          |            |            |
|                | Филипп Базир Надин Гиймо               | Разные центристы         | 702        | 10,92          |            |            |
|                | Валери Марек Жан-Поль Шаре             | Национальное объединение | 653        | 10,16          |            |            |
|                | Мари-Капуцин Бео Кристоф Освальд       | Непокорённая Франция     | 495        | 7,70           |            |            |

|                | Кандидаты                        | Партия                  | Первый тур | Первый тур     | Второй тур | Второй тур |
| Кол-во голосов | Кандидаты                        | Партия                  | % голосов  | Кол-во голосов | % голосов  |            |
| -------------- | -------------------------------- | ----------------------- | ---------- | -------------- | ---------- | ---------- |
|                | Мари Гей Реза Салами             | Социалистическая партия | 2 914      | 33,59          | 4 356      | 51,75      |
|                | Бернадетт Мальгорн Брюно Сифантю | Правый блок             | 3 052      | 35,18          | 4 062      | 48,25      |
|                | Ги Салаюн Рене Томаиди           | Национальный фронт      | 1 093      | 12,60          |            |            |
|                | Маривонн Карью Александр Ломм    | Европа Экология Зелёные | 692        | 7,98           |            |            |
|                | Кентен Маршан Франсуаза Саж      | Крайне левые            | 574        | 6,62           |            |            |
|                | Рафаэль Монтей Доминик Салью     | Разные левые            | 350        | 4,03           |            |            |